# Кирил Георгиев (писател)
Кирил Георгиев Георгиев е български поет и белетрист.

## Биография
Роден е на 16 февруари 1945 година в град Свети Врач  (днес гр. Сандански), България. През 1967 година завършва „фармация“ във Висшия медицински институт  в София. Отбива военната си служба и в 1973 година се установява във Варна. От 1974 година започва да служи като военен фармацевт в Българските военноморски сили във Варна до пенсионирането си в 1993 година.
През есента на 1975 година във Варна Кирил Георгиев Георгиев е приет за член на литературния клуб „Христо Смирненски“ към Дома на народния флот. Един от основателите е и член на Сдружението на писателите – Варна. Член на Съюза на българските писатели – София.
Пише стихотворения, разкази, новели. Публикува в централния печат и в представителния за Сдружението на писателите – Варна, вестник „КИЛ“ („Култура, изкуство, литература“).
Негови текстове са превеждани в Русия и Украйна.

## Произведения

### Стихосбирки
- „Другото е радост“ (1989)
- „Параклис за невинни“ (2006)
- „Разпятие“ (2008)
- „Закъснял отговор“ (2010) – избрани стихотворения

### Новели
- „Помен за живи“ (2009)
- „Близки върхове“ (2015)
- „Сезонът на спомените“ (2015)

### Разкази
- „Късни разкази“ (2020)

## Признание
- Лауреат е на награда на Военно издателство – 1989 и на наградата „Златен морски кортик“.

## Външни връзки
- Сдружение на писателите – Варна – архив на вестник „Кил“